# Katedra św. Jakuba w Innsbrucku
Katedra św. Jakuba w Innsbrucku (niem. Innsbrucker Dom) - główna świątynia diecezji Innsbruck w Austrii.
Jest to potężna, imponująca świątynia posiadająca dwie wieże, dominująca nad północno-zachodnią częścią pałacu Hofburg w Innsbrucku.
Katedra jest jednym z najpiękniejszych osiągnięć architektury późnobarokowej w budownictwie sakralnym, wzniesiona w latach 1717–1724 na miejscu innej starszej świątyni. Nad ołtarzem jest umieszczony bardzo znany obraz Matka Boska Wspomożenia Wiernych namalowany przez Lukasa Cranacha Starszego. 
W katedrze tej można zobaczyć również: grób arcyksięcia Maksymiliana III Habsburga, wykonany w roku 1620 i przez austriackiego mistrza Caspra Grasa. W czasie remontu w latach 1990–1993 pod świątynią została wybudowana nowoczesna kaplica, służąca zwiedzającym wyłącznie do celów modlitewnych.